# Ся Хуай
 Хуай  (спрощ.: 槐; кит. трад.: 槐; піньїнь: Huái) — восьмий правитель держави Ся, наступник свого батька Чжу. Інше ім'я - Фен (芬).

## Загальні відомості
Народився в місті Вузі (戊子) (там і коронований.). Його батько, Чжу, був попереднім володарем країни. Ім'я та походження матері невідомі.
На третій рік правління до столиці держави Ся прибули представники дев'яти варварських племен.
На шіснадцятому році правління два міністри, Лю-бо та Фенхуй, зійшлися в битві на території Хі.
На тридцять третім році Хуай призначив міністром м. Йоусу свого сина Кон-ву.
На тридцять шостім році Хуай написав вірш Хуа-нту, а також музику до нього.
Відповідно до «Бамбукових анналів» — він правив сорок чотири роки; відповідно до «Історичних записів» — двадцять шість.
Син і спадкоємець трону — Ман